# Fillette (périodique)
Pour les articles homonymes, voir fillette.
Fillette est un périodique de bande dessinée français créé le 21 octobre 1909 par les publications Offenstadt en concurrence de La Semaine de Suzette, ciblant le même lectorat de petites filles, et dont le dernier numéro est paru le 6 août 1964.

## Parutions
Fillette est un journal hebdomadaire, sauf durant la période du 29 septembre 1912 (no 155) à août 1914, où il est bihedomadaire. Il possède 16 pages de format 19,5 × 29,5 cm, jusqu’au no 1754 (1er mars 1942), où il passe au format 39 × 27,5 cm. À ses débuts, il coûte 5 centimes.
Interrompu pendant la seconde guerre mondiale, Fillette reparait le 2 mai 1946 sur huit pages, puis seize à partir du 19 décembre 1946. Le journal passe à 20 pages en 1954, puis 36 en 1959 et termine à 40 pages en 1964. En 1956, le titre devient Fillette Jeune Fille, pour rechercher un lectorat d'adolescentes.

## Contenu
C'est dans le premier numéro de ce journal que paraît pour la première fois la bande dessinée L'Espiègle Lili créée par Jo Valle (scénario) et André Vallet (dessins). Calvo dessine de nombreuses couvertures.
Entre les deux guerres, le magazine publie les séries suivantes:
- Plif ! Plaf ! Plouf ! La famille Grenouillett est la première bande dessinée à bulles parue dans Fillette.
- Les Aventures du chien Brownie
- Bobby Chien est la version française de la série américaine Peter Pupp par Bob Kane, futur dessinateur de Batman.

Après guerre, la publication comprend notamment les séries suivantes :
- L'Espiègle Lili, avec de nouveaux auteurs, Bernadette Hiéris comme scénariste et Gérard Alexandre pour le dessin
- Oscar le petit canard, de Mat
- Durga Râni, reine des jungles, BD réaliste dessinée par René Pellos
- Pauvre Aggie, adaptation française du comic strip américain de Hal Rasmusson
- Les aventures de Miki, créées par l'américain Bob Kay, et publiées du numéro 106 (22 juillet 1948) au 382 (12 novembre 1953)[4]
- Ys la disparue, un roman-film breton[5].